# Cyrtopogon albifrons
Cyrtopogon albifrons là một loài ruồi trong họ Asilidae. Cyrtopogon albifrons được Wilcox & Martin miêu tả năm 1936. Loài này phân bố ở vùng Tân Bắc giới.